# 파스칼 라미
파스칼 라미(Pascal Lamy, 1947년 4월 8일 ~ )은 세계무역기구의 사무총장이자, 프랑스의 정치자문가이며, 사업가이자 유럽위원회 전 위원이다.